# Cuspivolva singaporica
Cuspivolva singaporica is een slakkensoort uit de familie van de Ovulidae. De wetenschappelijke naam van de soort is voor het eerst geldig gepubliceerd in 2016 door Fehse en Koh.